# Мартон Фюлеп
Мартон Фюлеп (угор. Márton Fülöp, 3 травня 1983, Будапешт — 12 листопада 2015, Будапешт) — угорський футболіст, що грав на позиції воротаря.
Виступав, зокрема, за клуб «Тоттенгем Готспур», а також національну збірну Угорщини.

## Клубна кар'єра
Народився 3 травня 1983 року в місті Будапешт. Вихованець юнацьких команд футбольних клубів БВСК та МТК (Будапешт).
У дорослому футболі дебютував 2001 року виступами за команду МТК (Будапешт), у якій провів один сезон, взявши участь в одному матчі чемпіонату. 
Згодом з 2002 по 2004 рік грав у складі команд «БКВ Елере» та «Шіофок».
Своєю грою за останню команду привернув увагу представників тренерського штабу клубу «Тоттенгем Готспур», до складу якого приєднався 2004 року. Відіграв за лондонський клуб наступні три сезони своєї ігрової кар'єри.
Протягом 2005—2012 років захищав кольори клубів «Честерфілд», «Ковентрі Сіті», «Сандерленд», «Лестер Сіті», «Сток Сіті», «Сандерленд», «Манчестер Сіті», «Іпсвіч Таун» та «Вест-Бромвіч Альбіон».
Завершив ігрову кар'єру у команді «Астерас», за яку виступав протягом 2012—2013 років.

## Виступи за збірні
Протягом 2004–2005 років залучався до складу молодіжної збірної Угорщини. На молодіжному рівні зіграв в 11 офіційних матчах, пропустив 9 голів.
У 2005 році дебютував в офіційних матчах у складі національної збірної Угорщини.
Загалом протягом кар'єри в національній команді, яка тривала 7 років, провів у її формі 24 матчі, пропустивши 29 голів.
Помер 12 листопада 2015 року на 33-му році життя у місті Будапешт.
| Дата       | Місто         | Господарі   | Результат | Гості                | Турнір            | Голи | Примітки |
| ---------- | ------------- | ----------- | --------- | -------------------- | ----------------- | ---- | -------- |
| 31-5-2006  | Мец           | Франція     | 2 – 1     | Угорщина             | товариський матч  | -    | 46'      |
| 16-8-2006  | Грац          | Австрія     | 1 – 2     | Угорщина             | товариський матч  | -1   | 46'      |
| 7-2-2007   | Лімасол       | Угорщина    | 2 – 0     | Латвія               | товариський матч  | -    |          |
| 24-3-2007  | Подгориця     | Чорногорія  | 2 – 1     | Угорщина             | товариський матч  | -2   | 46'      |
| 22-8-2007  | Будапешт      | Угорщина    | 3 – 1     | Італія               | товариський матч  | -1   |          |
| 8-9-2007   | Секешфегервар | Угорщина    | 1 – 0     | Боснія і Герцеговина | Відбір до ЧЄ 2008 | -    |          |
| 12-9-2007  | Стамбул       | Туреччина   | 3 – 0     | Угорщина             | Відбір до ЧЄ 2008 | -1   | 72'      |
| 13-10-2007 | Будапешт      | Угорщина    | 2 – 0     | Мальта               | Відбір до ЧЄ 2008 | -    |          |
| 17-10-2007 | Лодзь         | Польща      | 0 – 1     | Угорщина             | товариський матч  | -    |          |
| 17-11-2007 | Кишинів       | Молдова     | 3 – 0     | Угорщина             | Відбір до ЧЄ 2008 | -3   | 84'      |
| 21-11-2007 | Будапешт      | Угорщина    | 1 – 2     | Греція               | Відбір до ЧЄ 2008 | -2   |          |
| 6-2-2008   | Лімасол       | Угорщина    | 1 – 1     | Словаччина           | товариський матч  | -1   |          |
| 26-3-2008  | Залаегерсег   | Угорщина    | 0 – 1     | Словенія             | товариський матч  | -1   |          |
| 24-5-2008  | Будапешт      | Угорщина    | 3 – 2     | Греція               | товариський матч  | -2   |          |
| 31-5-2008  | Будапешт      | Угорщина    | 1 – 1     | Хорватія             | товариський матч  | -1   |          |
| 11-10-2008 | Будапешт      | Угорщина    | 2 – 0     | Албанія              | Відбір до ЧС 2010 | -    |          |
| 15-10-2008 | Та-Калі       | Мальта      | 0 – 1     | Угорщина             | Відбір до ЧС 2010 | -    |          |
| 11-2-2009  | Тель-Авів     | Ізраїль     | 1 – 0     | Угорщина             | товариський матч  | -1   |          |
| 1-4-2009   | Будапешт      | Угорщина    | 3 – 0     | Мальта               | Відбір до ЧС 2010 | -    |          |
| 14-11-2009 | Гент          | Бельгія     | 3 – 0     | Угорщина             | товариський матч  | -2   | 46'      |
| 5-6-2010   | Амстердам     | Нідерланди  | 6 – 1     | Угорщина             | товариський матч  | -6   |          |
| 17-11-2010 | Секешфегервар | Угорщина    | 2 – 0     | Литва                | товариський матч  | -    |          |
| 9-2-2011   | Дубай         | Азербайджан | 0 – 2     | Угорщина             | товариський матч  | -    | 46'      |
| 29-3-2011  | Амстердам     | Нідерланди  | 5 – 3     | Угорщина             | Відбір до ЧЄ 2012 | -5   |          |
| Усього     |               | Матчів      | 24        |                      | Голів             | -29  |          |